# Libnotes (Libnotes) philemon
Libnotes (Libnotes) philemon is een tweevleugelige uit de familie steltmuggen (Limoniidae). De soort komt voor in het Australaziatisch gebied.